# Mont Takami
Le mont Takami (高見山, Takami-san/Takami-yama) est une montagne culminant à 1 248 m d'altitude dans les monts Daiko, à la limite de Higashiyoshino dans la préfecture de Nara et Matsusaka dans la préfecture de Mie au Japon.